# Vitas
Vitalii Graciov (cu numele de scenă Vitas) (n. 19 februarie 1981, Daugavpils, RSSL) este un cântăreț pop, compozitor, actor și designer vestimentar de origine rusă. Pseudonimul Vitas (în rusă Витас) este o prescurtare a numelui său. O mare parte din piesele sale fac parte din curentul pop, fiind influențate de cea techno și ocazional de opera clasică.
Faima sa a fost datorată televiziunilor ruse, lucru ce îl determină pe artist să semneze contracte cu diverse sedii din țări precum China, Coreea și Japonia, cu scopul extinderii către acele piețe comerciale. În anul 2005, Vitas a fost recunoscut pe plan mondial datorită unui video de pe Internet, video ce conținea melodia "Opera#2".

## Biografie

### Începuturi
Numele real al lui Vitas este Vitalii Vladasovici Graciov, fiind născut pe 19 februarie 1981 în Letonia. Prima sa apariție a fost în Rusia în anul 2000, în luna decembrie, cu hitul său Opera #2, care a fost remarcată prin utilizarea surprinzătoare a unei voci foarte înalte și energice de contratenor.

### 2002–2003: Ascensiunea spre celebritate
Pe 29 martie 2002, Vitas susține un concert solo la State Kremlin Palace, cu epuizarea biletelor. Acest concert îi va conferi statutul de cel mai tânăr artist ce a concertat vreodată în acel loc. 
Acesta a primit o invitație din partea compozitorului Lucio Dalla, autorul melodiei "În Memoria lui Caruso", cu scopul de a susține împreună acest cântec, alături de autorul concertului "San Remo în Moscova", care avusese loc în State Kremlin Palace. Vocea lui Vitas nu vrăjise doar audiența, ci și pe însuși Dalla. Compozitorul îl va invita pe artist să vină cu el la Roma pentru a lua parte la repetițiile pentru versiunea modernă a legendarei opere "Toska".
Vitas își prezintă programul secund, intitulat "The Songs of My Mother" ("Cântecele mamei mele") în sala de concerte "RUSSIA", la Moscova în anul 2003, în luna noiembrie. Premiera a fost ocazia lansării a două albume ale lui Vitas: "The Songs of My Mother" și "Mama". Albumul "The Songs of My Mother" includea cântece considerate surse neprețuite de muzică pop de origine rusă. Albumul "Mama" includea doar cântece compuse de Vitas.

### 2004–2006: Dezvoltarea muzicală și a imaginii
Albumul A Kiss As Long As Eternity ("Un sărut la fel de lung ca și Eternitatea"), a fost lansat pe data de 8 octombrie 2004.
Producătorul lui Vitas, Sergey Nickolaevich Pudovkin, semnase un contract în august 2005 cu compania Avant Garden Records, din Taiwan. Aceasta planificase ca în luna septembrie a aceluiași ani să lanseze un album al artistului în Taiwan. Totuși, în luna noiembrie a anului 2005, Pudovkin renunțase la contract fără nici o explicație, anulând astfel lansarea. Între 2004-2005, Vitas devenise cel mai popular artist rus ce susținea diverse turnee.
Centrul de producție Pudovkin organizase un turneu fără precedent cu programul "The Songs of My Mother" în Russia și SUA, Canada, Australia, Germania, Kazakhstan, Israel și Țările Baltice în 2004-2006. Vitas avuse mai mult de 250 de apariții cu acest program în 2004.
În 2006, în luna iunie,  Vitas a fost invitat de CCTV pentru a participa la un eveniment major din Beijing, "The Year of Russia in China" ("Anul Rusiei în China"). Artistul a cântat 2 melodii în acel program, "Star" și "Opera #2"

### 2007
Premiera "Return Home"  avuse loc în luna martie a anului 2007 pe scena Kosmos. Mai mult de 20 de compoziții noi au fost incluse în acea premieră. O mulțime de cântece noi au devenit favoritele fanilor prin intermediul Internetului cum ar fi  "Crane's Crying", "Shores of Russia", "I Ask All Saints", "The Little Prince", "I Repeat Your Name" și alte.
În luna octombrie, în anul 2007, Vitas semnează un contract cu o companie americană, Gemini Sun Records. Gemini Sun avea în vedere lansarea în primăvara anului 2008 a DVD-urilor și CD-urilor lansate anterior. Acestea ar fi conținut subtitrări în limba engleză. Arhivat în 27 martie 2008, la Wayback Machine. Arhivat în 28 septembrie 2010, la Wayback Machine.

### 2008
Vitas este singurul cântăreț străin care a susținut un concert de închidere a Olimpiadei pe 29 iulie 2008.

### 2009
Turneul Sleepless Night si filmul "Mulan"

## Controverse
Sunetele din înregistrările lui Vitas indică un registru vocal neobișnuit de înalt, iar spectacolele sale sunt considerate a fi susținute de înregistrări alterate și de reprezentații live cu lip sync. Aceste speculații au atras atenția mass-mediei ruse, iar Vitas și producătorul acestuia au negat aceste afirmații. Fanii acestuia afirmă că Vitas cântă live, iar faptul că îndepărtează câteodată microfonul de la gură susține acest lucru. Cei care stăteau în rândurile din față, precum și cei din spate, susțin că se putea auzi clar vocea sa neamplificată.
Vitas a fost prezentat într-o serie televizată ("Crazy Day" în engleză și "Сволочь ненаглядная" în rusă), unde juca rolul unui cântăreț pop cu o voce neobișnuit de înaltă.
Deși existau acuzații referitoare la posibilitatea existenței registrului vocal al lui Vitas, doar în cazul în care ar fi un castrat, acest registru poate fi atins cu ușurință de către un contratenor sau sopran. Similar registrului de fluier, contratenorul cântă într-un registru descris de ceilalți ca un falsetto foarte dezvoltat, în timp ce sopranul cântă în registrul său folosind o tehnică diferită.

## Premii
| Anul             | Categoria | Înregistrarea                     |
| ---------------- | --- | --------------------------------- |
| 2001, 2002, 2003 | Premiul pentru cel mai bun single rus                                                                        | "Opera # 2"                       |
| 2001             | "Komsomolskaya Pravda" și Internet Survey "FORUM 2001" Descoperirea muzicală a anului                        | —                                 |
| 2000, 2001, 2002 | De trei ori laureat al festivalelor "Cântecul anului-2000", "Cântecul anului-2001" și "Cântecul anului-2002" | —                                 |
| 2001, 2002       | De două ori laureat al premiului People Prize "Golden Gramophone"                                            | "Opera # 2", "Smile!"             |
| 2001, 2002, 2003 | De trei ori laureat al Premiului Muzical "PODIUM" pentru cele mai stilistice realizări în muzica pop         | —                                 |
| 2001, 2002, 2003 | Premiul rus "People’s HIT"                                                                                   | "Opera # 2", "Smile!" ,"The Star" |
| 2001, 2003       | Premiul stației radio "HIT FM" "100 Per Cent HIT"                                                            | —                                 |
| 2002             | Premiul muzical național "Ovation" pentru Solistul anului                                                    | —                                 |
| 2004             | Portalul rus AFISHA.COM                                                                                      | —                                 |
| 2007             | Order of Service to the Arts                                                                                 | —                                 |

## Discografie

### Albume
| Rusă                                                | Engleză                                            | Anul |
| --------------------------------------------------- | -------------------------------------------------- | ---- |
| Философия чуда                                      | Philosophy of Miracle                              | 2001 |
| Улыбнись                                            | Smile!                                             | 2002 |
| Мама                                                | Mama                                               | 2003 |
| Песни моей мамы                                     | The Songs of My Mother                             | 2003 |
| Поцелуй длиною в вечность                           | A Kiss as Long as Eternity                         | 2004 |
| Возвращение домой                                   | Return Home                                        | 2006 |
| Vitas - Myth of the Shaking Soul Voice              | The China release with the best of Vitas           | 2007 |
| Криком журавлиным, Возвращение домой II             | Crane's Cry,Return Home Part 2                     | 2007 |
| Хиты ХХ века                                        | XX-th Century Hits                                 | 2008 |
| СВЕТ НОВОГО ДНЯ                                     | Light of a New Day                                 | 2008 |
| Скажи, что ты любишь                                | Say You Love                                       | 2009 |
| Выпускающая компания                                | Masterpieces of Three Centuries                    | 2010 |
| Романсы                                             | Romances                                           | 2011 |
| Мама и сын                                          | Mommy and Son                                      | 2012 |
| Только ты. История моей любви. Часть 1              | Only You. My Love Story. Part 1                    | 2013 |
| Я подарю тебе весь мир. История моей любви. Часть 2 | I'll Give You The All World. My Love Story. Part 2 | 2014 |

### Singles
| Rusă        | Engleză  | Anul |
| ----------- | -------- | ---- |
| Опера №2    | Opera #2 | 2001 |
| До свидания | Good-bye | 2001 |

### Video
| Rusă                      | Engleză                  | Anul |
| ------------------------- | ------------------------ | ---- |
| Опера №2                  | Opera #2                 | 2000 |
| Опера №1                  | Opera #1                 | 2001 |
| Блаженный Гуру            | Blessed Guru             | 2001 |
| Улыбнись!                 | Smile!                   | 2002 |
| Звезда                    | The Star                 | 2003 |
| Мама                      | Mama                     | 2003 |
| Птица Счастья             | The Bird of Happiness    | 2004 |
| Поцелуй Длиною В Вечность | Kiss As Long As Eternity | 2004 |
| Берега России             | Shores of Russia         | 2005 |
| Лючия ди Ламмермур        | Lucia Di Lammermoorr     | 2006 |
| Криком Журавлиным         | Crane's Crying           | 2006 |
| ЯМАЙКА                    | Jamaica                  | 2007 |
| **                        | China Triumph            | 2008 |
| **                        | Tibetan Plateau          | 2008 |